# Белцов
Белцо́в (болг. Белцов) — село в Русенській області Болгарії. Входить до складу общини Ценово.

## Населення
За даними перепису населення 2011 року у селі проживали 446 осіб, з них 436 осіб (99,8%) — болгари.
Розподіл населення за віком у 2011 році:
Динаміка населення: